# Clarence L. Cooper Jr
Pour les articles homonymes, voir Cooper.
Clarence Levi Cooper Jr, né en 1934 à Détroit dans le Michigan et mort en 1978 à New York dans l’État de New York, est un journaliste et écrivain américain de roman policier.

## Biographie
Né à Détroit en 1934, Clarence Cooper Jr est incarcéré dans les années cinquante pour trafic et consommation de drogue. À sa sortie de prison en 1960, il travaille pour le journal The Chicago Messenger. La même année, il publie ses premiers livres, The Scene (La Scène), traduit et publié en 1969 dans la collection Série noire et considéré par Claude Mesplède et Jean-Jacques Schleret comme « l’un des témoignages sur le monde des drogués les plus saisissants qu’il soit donné de lire dans cette collection » et The Syndicate, sous le pseudonyme de Robert Chestnut. Bien reçu par la critique, The Scene n’empêche pas l’auteur de retourner en prison où il poursuit son travail d’écriture. Il publie trois romans, The Dark Messenger, Weed et The Farm (Bienvenue en enfer), ainsi que deux nouvelles, Yet Princes Flow et Not We Manny. Ces écrits ne trouvent pas leur public et Clarence Cooper, de nouveau libre, sombre dans la déchéance et la drogue. Il meurt à New York en 1974 d’une overdose à l’âge de quarante-quatre ans. Aujourd’hui redécouvert, son œuvre se rapproche des publications de Donald Goines.

## Œuvre

### Romans
- The Scene (1960) Publié en français sous le titre La Scène, Paris, Gallimard, Série noire no 696, 1962, réédition La Poche noire no 87, 1969, réédition Carré noir no 351, 1980.
- The Syndicate (1960), signé Robert Chestnut
- Weed (1961)
- The Dark Messenger (1962)
- The Farm (1967) Publié en français sous le titre Bienvenue en enfer, Paris, L’Olivier, coll. Soul Fiction, 1997, réédition L’Olivier, coll. Petite bibliothèque américaine no 26, 2001, réédition Points, coll. Roman noir, 2008.

### Nouvelles
- Yet Princes Flow (1962)
- Not We Manny (1962)

## Sources
- Claude Mesplède (dir.), Dictionnaire des littératures policières, vol. 1 : A - I, Nantes, Joseph K, coll. « Temps noir », 2007, 1054 p. (ISBN 978-2-910-68644-4, OCLC 315873251), p. 476-477.
- Claude Mesplède  et Jean-Jacques Schleret (Éd. rév. de: SN, voyage au bout de la Noire), Les auteurs de la Série noire, 1945-1995, Nantes, Joseph K, coll. « Temps noir », 1996, 627 p. (ISBN 978-2-910-68611-6, OCLC 300207570), p. 107-108.